# Mythicomyia californica
Mythicomyia californica is een vliegensoort uit de familie van de Mythicomyiidae. De wetenschappelijke naam van de soort is voor het eerst geldig gepubliceerd in 1924 door Greene.